# ليلة العذاب
ليلة العذاب (بالبرتغالية: Noite da agonia) كان حدثًا تاريخيًا في الإمبراطورية البرازيلية، حدث في ساعات ما قبل فجر 12 نوفمبر 1823، عندما أمر الإمبراطور دوم بيدرو الأول الجيش بغزو وحل الجمعية الدستورية البرازيلية. قاوم المجلس لعدة ساعات، ولكن في النهاية تم حل الجمعية وسجن عدد قليل من أعضائها وترحيلهم، بما في ذلك الأخوان خوسيه بونيفاسيو دي أندرادا إي سيلفا ومارتيم فرانسيسكو ريبيرو دي أندرادا، وكذلك أنطونيو كارلوس ريبيرو دي أندرادا ماتشادو إي سيلفا.
في العام التالي في 25 مارس 1824، تم تبني دستور إمبراطوري جديد، والذي صمم السلطة التنفيذية والتشريعية والقضائية، ولكنه استثمر أيضًا في الإمبراطور لقب "الوسيط"، بصفته وسيطًا محايدًا بين الفروع.